# Machimus lhassae
Machimus lhassae är en tvåvingeart som beskrevs av Tomasovic 2006. Machimus lhassae ingår i släktet Machimus och familjen rovflugor. Inga underarter finns listade i Catalogue of Life.